# Metropolitanskolen

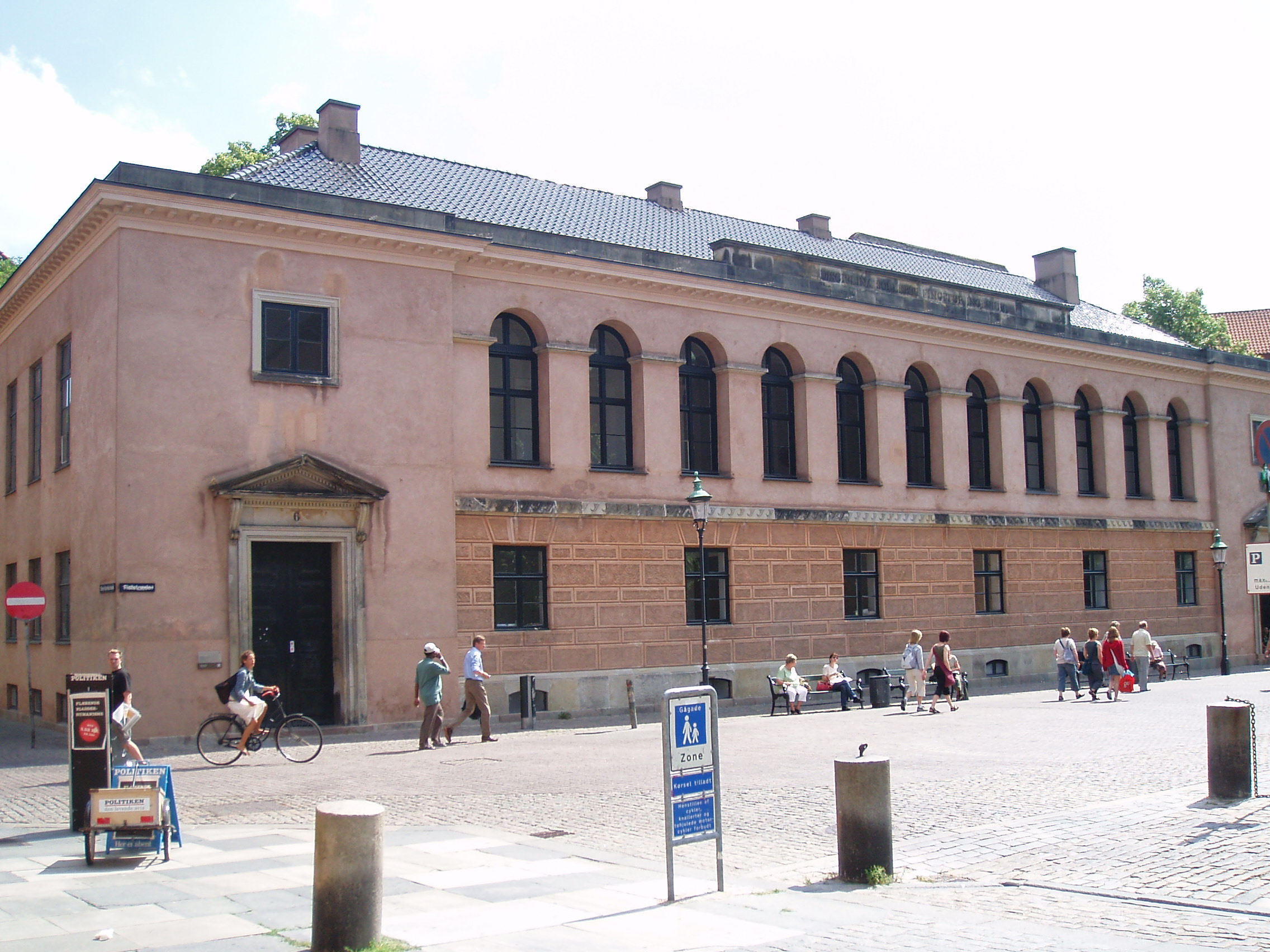
Le bâtiment qui abrita la Metropolitanskolen de 1728 à 1938, aujourd'hui une annexe de l'université de Copenhague où les étudiants en droit et en théologie suivent des cours.

La Metropolitanskolen (« L'école métropolitaine ») était une école de Copenhague, au Danemark, fondée en 1209 par l'évêque Peder Sunesen, et qui a été pendant des siècles l'une des écoles les plus prestigieuses du pays.

## Histoire
La Metropolitanskolen est fondée en 1209, à côté de l'église Notre-Dame construite à la même époque par Peder Sunesen, évêque de Roskilde, et a été nommée « l'école de Notre-Dame » (Vor Frue Skole) ou « l'école de la cathédrale » (Domskolen). En 1802, elle est rebaptisée « École de la cathédrale latine de Copenhague » (Kjøbenhavns Latinske Cathedralskole), mais cela posa des problèmes car il y avait déjà une école de la cathédrale dans l'évêché, celle de Roskilde. Ainsi, en 1817, elle et rebaptisée « The Metropolitan School » (Metropolitanskolen). En 1728, le bâtiment brûle et est reconstruit dans sa forme actuelle. En 1838, l'école quitte son bâtiment d'origine sur Vor Frue Plads, pour déménager dans un bâtiment plus grand à Struenseegade sur Nørrebro et le bâtiment d'origine est repris par l'université de Copenhague. En 2010, un an après son 800e anniversaire, l'école s'associe à une autre école pour former le Gymnase Gefion.

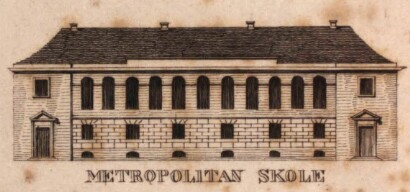
Rendu du bâtiment en 1810.

Au cours de ses années de fonctionnement, des centaines de Danois éminents obtiennent leur diplôme de l'école, et elle acquiert un statut emblématique comme l'école décrite dans le roman de Hans Scherfig, Stolen Spring (Det Forsømte Forår).

## Étudiants notables
- 1984 : Mads Mikkelsen, acteur
- 1985 : Lars Mikkelsen, acteur
- 1933 : Svend Asmussen, violoniste de jazz
- 1923 : Knud Ejler Løgstrup (en), théologien
- 1910 : Kaj Birket-Smith, philologue et anthropologue
- 1889 : Christian X de Danemark, roi du Danemark
- 1865 : Holger Drachmann, poète et peintre
- Niels Stensen
- Jens Schielderup Sneedorff
- Grímur Jónsson Thorkelin (1752-1829)
- Peter Thonning (1775-1848)
- Just Mathias Thiele
- Henrik Hertz (1797-1870)
- Hans Lassen Martensen
- Vilhelm Topsøe (1840-1881)
- Johannes Steenstrup (1844-1935)
- Holger Drachmann (1846-1908)
- Axel Liebmann (1849-1876)
- Thor Lange (1851-1915)
- Otto Liebe (1860-1929)
- Einar Christiansen (1861-1939)
- Axel Olrik (1864-1917)
- Johannes Østrup (1867-1938)
- Herman Bing (1871-1966)
- Folmer Hansen (1872-1958), Poul Heegaard (1871-1948), Axel Ramm (1870-1944), Viktor Rubow (1871-1929)
- C.F. Jarl (1872-1951), Herluf Zahle (1873-1941)
- Johannes Hørring (1874-1954), Johannes Mollerup (1872-1937), Axel Rubow (1873-1940)
- Lorenz Bergmann (1875-1966), Tommy Bonnesen (1873-1935), Ejnar Hertzsprung (1873-1967), Kay Hirsch (1873-1935),
- Svend Rehling (1893-1957)
- Morten Borup (1894-1989), Victor Hermansen (1894-1960)
- Flemming Dahl (1896-1976)
- Helge Topsøe-Jensen (1896-1976), Emil Wissum (1896-1976)
- Erik Kofoed-Hansen (1897-1965), (Carl Erik) Soya (1896-1983)
- Victor Schiøler (1899-1967)
- Henrik Brockenhuus-Schack (1900-1990)
- Kjeld Abell (1901-1961), Stephan Hurwitz (1901-1981), Tage Kjær (1901-1976), Eggert Adam Knuth (1901-1980), Niels Krabbe (1901-1975), Carl Popp-Madsen (1900-1973), Franz Sodemann (1901-1990)
- Hal Koch (1904-1963), Torben Anton Svendsen (1904-1980), Poul Wedel (1902-1991)
- Mogens Fog (1904-1990)
- Piet Hein (1905-1996), Svend Heineke (1906-1995), Hans Scherfig (1905-1979), Tage Wedel-Heinen (1906-1981), Mogens Zieler (1905-1983)
- Henrik Abrahams (1907-1984), Henning Holck-Larsen (1907-2003), Alfred Wassard (1906-1990)
- Stig Iuul (1907-1969), Dietrich Anselmo Wieth-Knudsen (1908-1990), Johannes Clemmesen (1908-2010)
- Nils Schiørring (1910-2001)
- Niels Helweg-Larsen (1911-2008)
- Georg Heggum (1909-2001)
- William Michelsen (1913-2001), Bjarne With Paulson (1912-1996), Ole-Christian Permin (1913-1995), Peter Godfred Ramm (1913-1985)
- Vagn Hoffmeyer Hoelgaard (1913-1988?), Edvin Tiemroth (1915-1984)
- K.B. Andersen, Svend Asmussen
- Erik Balling
- Knud Hertling
- Niels Eilschou Holm (né en 1937)
- Dorte Bennedsen (né en 1938)
- Henning Christophersen (né en 1939)
- Dorrit Willumsen (né en 1940)
- Pia Gjellerup
- Mads Mikkelsen
- Lars Mikkelsen
- Anette Støvelbæk
- Gustav Hansen